# Que ta tête fleurisse toujours
Albums de Mika
My Name Is Michael Holbrook
(2019)
Singles
1. C'est la Vie
Sortie : 1er septembre 2023
2. Apocalypse Calypso
Sortie : 20 octobre 2023
3. Jane Birkin
Sortie : 17 novembre 2023

Que ta tête fleurisse toujours est le sixième album de Mika sorti le 1er décembre 2023.
Il s'agit d'un album entièrement en français. Le titre de l'album est un hommage à la mère de Mika, décédée en février 2021 des suites d'un cancer du cerveau.

## Clips vidéo
- C'est la Vie : 1 septembre 2023
- Apocalypse Calypso : 3 novembre 2023
- Jane Birkin : 20 février 2024

## Titres de l'album
Crédits adaptés d'Apple Music.
| 1.    | Bougez                | Michael Holbrook Penniman Jr., Valérie Lemercier, Doriand | Renaud Rebillaud                     | 3:17 |
| 2.    | Jane Birkin           | Michael Holbrook Penniman Jr., Carla Decoignac            | Renaud Rebillaud                     | 3:16 |
| 3.    | Sweetie Banana        | Michael Holbrook Penniman Jr., Doriand                    | Renaud Rebillaud                     | 2:56 |
| 4.    | Apocalypse Calypso    | Michael Holbrook Penniman Jr., Carla Decoignac            | Marso                                | 3:16 |
| 5.    | 30 secondes           | Michael Holbrook Penniman Jr., Carla Decoignac            | Renaud Rebillaud, Skyler Stonestreet | 3:09 |
| 6.    | C'est la Vie          | Michael Holbrook Penniman Jr., Doriand, Tristan Salvati   | Tristan Salvati, Martin Lefebvre     | 3:28 |
| 7.    | Moi, Andy et Paris    | Michael Holbrook Penniman Jr., Doriand                    | Renaud Rebillaud                     | 3:35 |
| 8.    | Je sais que je t'aime | Michael Holbrook Penniman Jr., Carla Decoignac            | Renaud Rebillaud                     | 2:51 |
| 9.    | Doucement             | Michael Holbrook Penniman Jr., Doriand                    | Renaud Rebillaud                     | 3:11 |
| 10.   | Touche Touche         | Michael Holbrook Penniman Jr., Carla Decoignac, Doriand   | Tristan Salvati, Renaud Rebillaud    | 2:25 |
| 11.   | Amour Pirate          | Michael Holbrook Penniman Jr., Doriand                    | Renaud Rebillaud                     | 2:59 |
| 12.   | Passager              | Michael Holbrook Penniman Jr., Carla Decoignac            | Renaud Rebillaud                     | 2:50 |
| 37:13 |                       |                                                           |                                      |      |

## Récompenses
L'album remporte le Purecharts Awards de « Album francophone de l'année » en 2024.